# Gongrocnemis modesta
Gongrocnemis modesta är en insektsart som först beskrevs av Brunner von Wattenwyl 1895.  Gongrocnemis modesta ingår i släktet Gongrocnemis och familjen vårtbitare. Inga underarter finns listade i Catalogue of Life.